# 方捷
方捷（1970年7月14日—），中国浙江省宁海县人，围棋职业七段棋手。他7岁学棋，10岁进体校，15岁进集训队。他1986年入段，1996年升为七段。其父是汽车专家、上海交通大学前副校长方集林。

## 国内比赛成绩
他进入1994年第7届中国围棋名人战循环圈和1996年第2届友情杯循环圈，获1999年第1届中国围棋棋圣战七段组冠军。

## 个人经历
方捷曾于2000年起赴泰国从事围棋普及、教学工作。
方捷于2016年公开发表文章，就中国业余围棋比赛的高奖金现象质疑中国职业围棋的体制。